# Ла-Корона
Ла-Корона (ісп. La Corona) — руїни міста цивілізації мая в департаменті Петен (Гватемала). Назва з іспанської мови перекладається як «Корона».

## Історія
Поселення утворилося на початку класичного періоду. Держава називалася Сак-Нікте', що перекладається як «Біла квітка». Окрім традиційного титулу кухуль ахав (священний володар) носили додатковий — «сак вах'їс».
У 520 році став союзником і васалом держави Кануль. Про існування тісних зв'язків між династіями Кануля і Сак-Нікте' свідчить згадуваний «Даласскій вівтар», з напису на якому слідує, що доньки, щонайменше, трьох канульських ахавів були видані заміж за царів Сак-Нікте'.
Сак-Нікте' мало величезне стратегічне значення для Канульського царства, оскільки розташовувалося на півдорозі між Чіікнааб'ом і нижньою течією річки Сан-Педро-Мартир, яка, в свою чергу, впадає в Усумасінту — найбільшу річку західній області мая. Через Сак-Нікте' канульські царі прагнули контролювати торгівлю і данину, що йшла цими річковими шляхами.
Водночас ахави Сак-Нікте' підтримували дружні стосунки з царством Вака'. У 510-х роках впливовою царицею цього царства юула принцеса з Сак-Нікте' — Іш-Ікоом. У цей час відбулося найбільше піднесення Сак-Нікте', особливо в часи володарювання Туун-К'аб-Їша.
У середині VII століття царство роздирала запекла внутрішня боротьба за владу. У день 9.11.2.7.14, 2 Іш 7 Поп (7 березня 655 року) ахав Сак-Маас був повалений якимось К'ук'-Ахавом і в день 9.11.3.6.18, 8 Ец'наб 11 Кумка'у (11 лютого 656 року) загинув. Влада узурпатора тривала недовго. У день 9.11.5.7.9, 11 Мулук 12 Кумк'у (14 лютого 658 року) К'ук'-Ахава було вбито, а царем Сак-Нікте' в той же самий день став син Сак-Мааса — Хуун-Чак- Нааб'-Каан. Його старший син К'ініч-Йоок-Акан у день 9.11.11.7.12, 3 Еб 5 К'аяб (17 січня 664 року) переселився в Чіікнааб', залишався там кілька років і повернувся до Сак-Нікте' в серпні 667 року, щоб зайняти трон після смерті батька.
У 673 році під час війни з Мутульським царством К'ініч-Йоок-Акан зазнав поразки, а місто було пограбовано. Незважаючи на це К'ініч-Йоок-Акан зумів відновити свою державу і столицю, зберігши вірність Канульському царству. Цю політику продовжив наступник — ахав Чак-Ак'-Паат-Куй. Протягом 1-ї половини VIII ст. володарі царства брали активну участь у політиці Кануля. Із занепадом останнього поступово занепало Сак-Нікте' — близько середини IX ст.

## Опис
Розташовано у північній частині національного парку Лагуна-дель-Тігре в департаменті Петен (Північна Гватемала), на південний захід від руїн міста Калакмул.
Центральна площа становить близько половини розміру футбольного поля. Виявлено вівтарне місце, яке археологам вдалося відновити. На частині будівель зустрічаються написи «Вак-Мінал». На думку дослідників, це може бути позначенням якогось кварталу або старовинного поселення, що згодом стало частиною столиці.
Акрополь міста орієнтовано з півночі на південь з п'ятьма структурами. Під час розкопок палацу було знайдено два скульптурних блоки, можливо, панелі або ступені ієрогліфічних сходів. Обидва колись були частиною більш великих монументів, ще в давнину їх витягли з оригінального контексту і перенесли до палацу. В даний час ці пам'ятники попередньо позначені як Елемент 55 і Елемент 56. На Елементі 55 представлено зображення танцюючого канульського правителя Йукноом-Тоок’-К'авііля, яке супроводжується коротким ієрогліфічним підписом. Цілком ймовірно, спочатку поряд з ним був зображений ще один танцюрист, місцевий ахав з Сак-Нікте', але тепер друга половина сцени втрачена. Елемент 56 містить довгий і насичений подіями ієрогліфічний текст. Перша частина монумента втрачена, тому розповідь починається з середини. Головний герой оповідання — володар Сак-Нікте', ім'я якого традиційно читалося Чак-Ак'аач-Йук, хоча на новому монументі він чітко записаний як Чак-Ак'-Паат-Куй і саме таке читання імені тепер стало загальноприйнятим.
Цікавою є Споруда 13R-10, де археологи виявили рядок з 12 різьблених блоків, що формували колись нижчий щабель ієрогліфічним сходи 2. Після опису подій політичної історії слідують дати закінчення двох важливих майбутніх періодів Довгого рахунку: 10.0.0.0.0, 7 Ахав 18 Сіип (15 березня 830 року) і 13.0.0.0.0, 4 Ахав 3 К'анк'ін. З цими датами не пов'язане ніяких пророцтв або подій, ймовірно, вони були включені в розповідь з пропагандистською метою підкреслити особливий духовний зв'язок маянських царів з циклами часу.
На центральній площі виявлено панель 6 (раніш відома була під назвою «Даласький вівтар»), що є важливим джерелом з політичної і династичної історії Ла-Корони. З півдня головна площа межує з довгим, низьким насипом.
Майданчик для гри у м'яч розташовано у південно-східній частині. За ним виявлено 5 маленьких храмових насипів, пліч-о-пліч. Їхній зовнішній вигляд нагадував корону, звідси саме археологічна пам'ятка отримала цю назву.

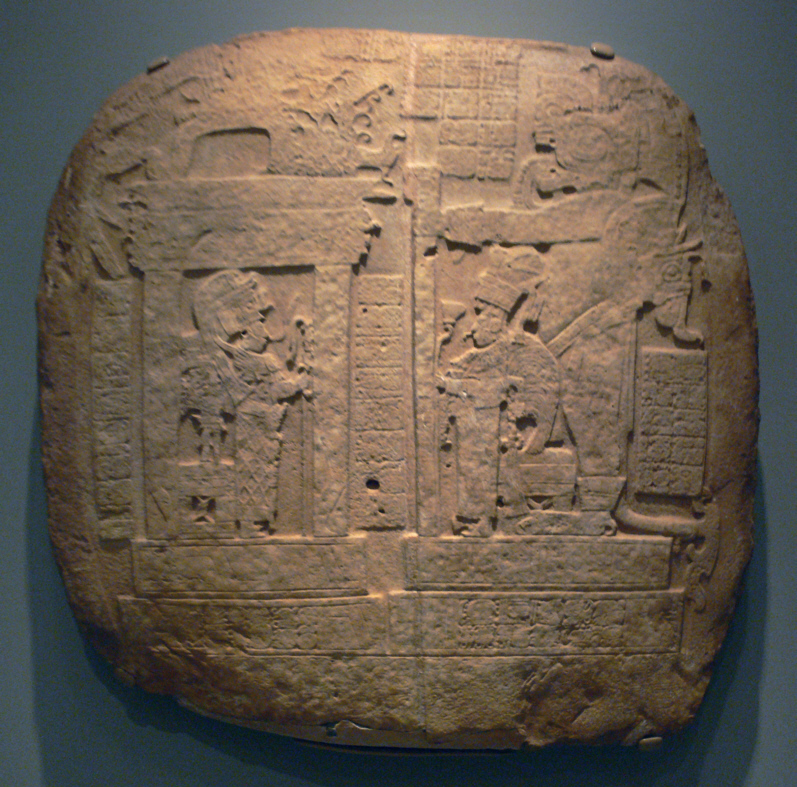
Частина трону

Стел і вівтарів в Ла-Короні знайдено вкрай мало. Усі — біля центральної площі. З монументів інтерес представляють 3 вівтаря. Перший є значно пошкодженим, другий сповіщає про святкування к'атуна канульського царя у 636 році, третій — зображує гравців у м'яч.

## Історія досліджень
Знайдено у 1996 році Девідом Стюартом. Значна частина пам'ятників була пошкоджена грабіжниками. Перші дослідженні здійснені Ієном Грехемом на чолі групи з Музею Пібоді Гарвардського університету.
Спочатку отримала назву «Пам'ятка Q». Цей термін був введений Пітером Метьюз у 1979 році після того, як він зазначив, що багато пам'яток, розкидані по музеях і приватних колекціях, здається, були вкрадені з одного і того ж городища. Дослідження останніх років показали, що більшість монументів так званого «Q» городища походить саме з Ла-Корони. Про це свідчить той факт, що в написах з Ла-Корони і на пам'ятниках «Городища Q» розповідається про діяльність одних і тих же царів, а 1-а панель з Ла-Корони за стилем роботи не відрізняється від деяких панелей «городища Q».
У 2005 році тут працювали археологи з Єльського університету (США) під орудою Марсело Кануто. Виявлено ієрогліфічну панель, що чудово збереглася. З 2008 року діє археологічний проект Ла-Корона. У 2012 році та 2015 роках роботи учасників проекту тривали на чолі із Девідом Стюартом з Техаського університету (США) разом із Марсело Кануто й фахівцями з Тулейнського университета (Новий Орлеан, США).